# Mosaic (album de musique)
Pour les articles homonymes, voir Mosaïc (homonymie).
Albums de Wovenhand
Puur
(2005) Ten Stones
(2008)
Mosaic est un album de musique rock alternatif et folk alternative du groupe Wovenhand sorti le 19 juin 2006 sur le label Glitterhouse Records.

## Liste des titres de l'album
1. Breathing Bull
2. Winter Shaker
3. Swedish Purse
4. Twig
5. Whistling Girl
6. Elktooth
7. Bible And Bird
8. Dirty Blue
9. Slota Prow-Full Armour
10. Truly Golden
11. Deerskin Doll
12. Little Raven

## Musiciens ayant participé à l'album
- David Eugen Edwards, chant, guitares
- Ordy Garrison, percussions
- Daniel MacMahon, piano
- Elin Palmer, cordes